# Poznanie społeczne
Poznanie społeczne (ang. social cognition) – pojęcie socjologiczne mówiące o sposobie, w jaki ludzie selekcjonują, interpretują i wykorzystują informacje potrzebne do formułowania sądów i podejmowania decyzji, dotyczących świata społecznego. Jest to zdolność do odbioru istotnych społecznie informacji i adekwatnego zachowania jednostki, związana jest z przetwarzaniem informacji niesionych przez istotne społecznie bodźce (zob. interakcja społeczna).